# 老南聚会所
老南聚会所（Old South Meeting House）是美国波士顿的一座教堂，位于下城十字（Downtown Crossing），以1773年波士頓茶葉事件的组织地点而著称，当时有5,000名殖民地居民聚集在老南聚会所，这座当时波士顿最大的建筑物。 

## 历史
这座教堂高56米，建成于1729年。堂会于1669年开始聚集，系从约翰·温斯罗普在1630年创立的公理会教堂，波士顿第一教会（First Church of Boston）分出。
1770年波士顿屠杀以后到1775年，每年会聚集在这座教堂举行周年纪念，约翰·汉考克和约瑟夫·沃伦等发表演讲。1773年12月16日，5,000名殖民地居民聚集在老南聚会所，谴责英国的税收政策，聚集后一群人袭击了附近的茶叶船，称为波士頓茶葉事件。
1872年的波士顿大火几乎摧毁了老南聚会所，于是会众在科普利广场建造了一座新的老南教堂，一直使用至今。但是每年两次，在感恩节前的礼拜日，会众还会回到老南聚会所进行礼拜。

## 现状
近三个世纪以来，老南聚会所一直是重要的聚会场所。在美国革命之前，这里就以举行抗议集会著称，被称为mouth-house。这个国家历史地标，长期以来，作为自由表达思想的平台。今天，老南聚会所作为博物馆开放，并继续作为市民就当今的重要问题聚集、讨论并采取行动的场所。
这座博物馆和历史古迹，位于华盛顿街（Washington Street）和牛奶街（Milk Street）路口，付象征性的金额即可入内参观。附近的地铁车站有州街站、市中心十字站和公园街站。
老南聚会所号称美国现存第二古老的建筑物。